# (21123) 1992 YP2
1992 واي بي 2 (ويعرف أيضًا باسم (21123) 1992 واي بي 2 وفق تسمية الكوكب الصغير) (بالإنجليزية: 1992 YP2)‏ هو كويكب ضمن حزام الكويكبات؛ وترتيبه 21123 من حيث الاكتشاف.
اكتُشف هذا الجُرم الفلكي بواسطة إيريك والتر إلست في 18 ديسمبر 1992.

## وصلات خارجية
- (21123) 1992 YP2 في قاعدة بيانات مختبر الدفع النفاث لأجرام النظام الشمسي الصغيرة

- الاكتشاف · مخطط المدار ·  العناصر المدارية · المعلمات المادية

- (21123) 1992 YP2 على موقع ويكي سكاي: DSS2, SDSS, GALEX, IRAS, Hydrogen α, X-Ray, Astrophoto, Sky Map, Articles and images